# 土場
土場（どば）は、木材や土木資材の集積場。ここでは木材が消費者に向けて搬出される途中で、一時的に集積する場所としての土場を扱う。

## 山土場

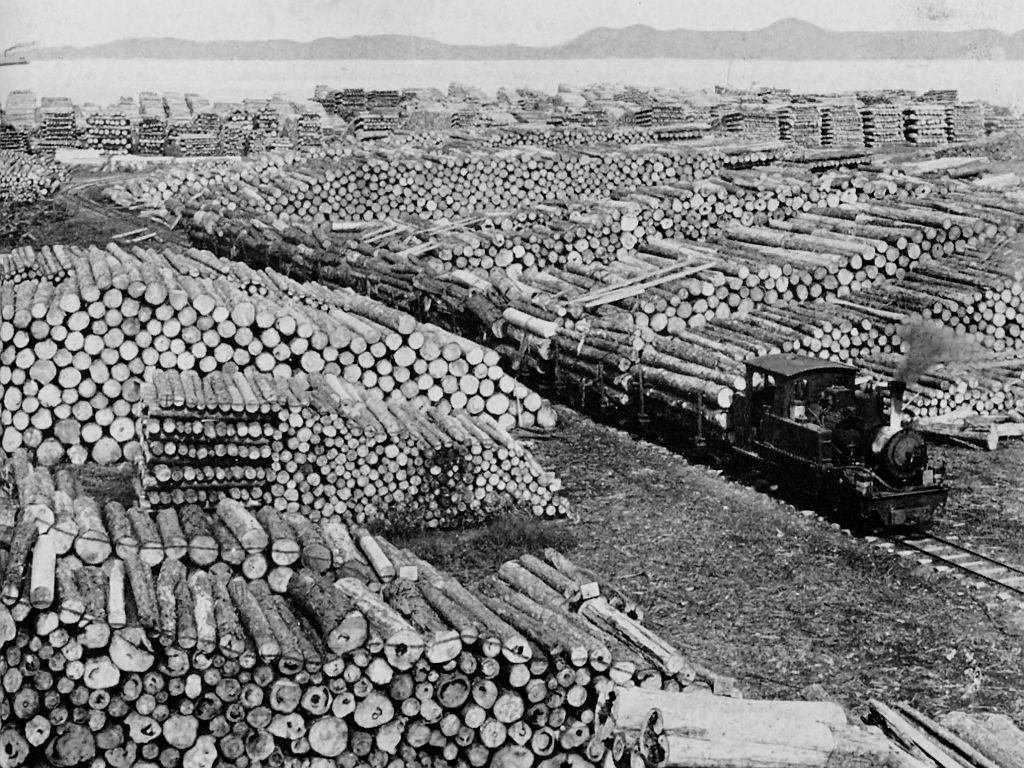
津軽森林鉄道の土場

木材の土場は、山土場と中間土場に大別できる。山土場は、山元の伐採現場で丸太を一定の長さにカットした後に、作業道または林道を使って引き出してきた木材を椪積する小さな集積場であり、山中のため木材の品質に着目した仕分けは行われない。山土場に集められた木材はトレーラーで原木市場や大口の需要家へ送られる。

## 中間土場
中間土場は、山土場から需要地までの距離が長い場合、複数の土場からの輸送路の接点に設けられることがあるものである。比較的広いスペースで山土場から送られてきた集積、木材を選別することで樹種や径級・長さ等によって複雑な仕分けを行う。積み下ろしのコストは掛かるが、仕分けにより付加価値を付けることができる。流通のコーディネーターとして双方の需給の情報交換を行い、木材流通の交通整理を行う役割を担う。

## 最終土場
かつては木材を鉄道で輸送するために鉄道駅構内などに作られる大型の土場を最終土場と表現したこともあったが、鉄道輸送が衰退すると中間土場と最終土場の使い分けはあいまいになった。

## 貯木場
土場の中でも施設の完備した長期貯木を行う土場を貯木場と呼ぶ。虫害や菌害の防除、品質向上のための乾燥を行うために水中に貯木することもあり、大消費地に近い海や河口付近に設置されることもある。東京都の木場や新木場は、貯木場に由来する地名である。